# Ga Yangwon
Ga Yangwon là ga trên Tuyến Jungang. Về mặt địa lý, nó là ga xe lửa/tàu điện ngầm phía Đông của Seoul, phía Bắc của sông Hán.

## Bố trí ga
| ↑ Mangu  |
| ２ \| １ |
| Guri ↓   |

| 1 | ● Tuyến Gyeongui–Jungang | → Hướng đi Jipyeong → |
| 2 | ● Tuyến Gyeongui–Jungang | ← Hướng đi Munsan     |